# Janez Drnovšek
Janez Drnovšek (Celje, 17 de maio de 1950 — Zaplana, 23 de fevereiro de 2008) foi um político e diplomata esloveno. Foi presidente de seu país, de 2002 até 2007.
Drnovšek graduou-se em Economia Política em 1973, empreendendo depois o mestrado, cuja tese defendeu em 1981. Supõe-se que após completar os estudos tenha trabalhado para um companhia de construção, numa sucursal na sua zona de residência, Zasavje, na Eslovénia central, nas margens do rio Sava. Um ano depois parte para o Cairo, no Egito, onde trabalha como assessor na embaixada Jugoslávia.
Em 1986 foi escolhido para o cargo de delegado da Assembleia da República da Eslovénia para o Parlamento Nacional, e logo depois para a Câmara das Repúblicas e Províncias do Parlamento da Jugoslávia.
A partir daí a sua carreira nos meandros políticos não parou de crescer. Em 1992 torna-se presidente do Partido Liberal Democrata da Eslovénia (Liberal na Democracia Slovenije - LDS), um partido legal sucessor da Associação Eslovena da Juventude Socialista, mantendo-se no cargo até 2002.
Viu-se forçado a largar o cargo, após ser eleito, a 22 de Dezembro de 2002, presidente da República da Eslovénia.
Em 2006 Janez Drnovšek fundou o Movimento para a Justiça e Desenvolvimento Social da Eslovénia. Este, não é um movimento político, e sim um movimento acelerado a todo os cidadãos, em prol da sociedade e do desenvolvimento desta. Segundo as palavras de Drnovšek, algo «para fortalecer a consciência humanitária e fazer deste mundo um lugar melhor e mais estável».
Porém, ao contrário da sua vida política, a sua saúde degrada-se bastante, e, é desde 1999 que sofre com o aparecimento de cancros. Foi nesse mesmo ano que teve de extrair um rim. Mas em 2001 foi-lhe descoberto outro cancro. Janez decidiu então trocar os tratamentos convencionais, e partiu para Ljubljana, para a remota povoação de Zaplana. Aqui mudou severamente o seu estilo de vida, tornando-se, entre outras coisas, adepto do veganismo.